# Кедровый (Кемеровская область)
Кедровый — посёлок в Тайгинском городском округе Кемеровской области России.

## История
Назван по обилию здесь кедрача.

## География
Посёлок Кедровый расположен в южной части Кемеровской области и находится в таёжной зоне, у реки Левая Голдобинова. Уличая сеть не развита.
Климат резко континентальный. Зима морозная и длительная. Лето короткое.

## Население
| 2010 |
| ---- |
| 308  |

Национальный состав
Согласно результатам переписи 2002 года, в национальной структуре населения русские составляли 95 % от общей численности населения в 319 жителей.

## Инфраструктура
Лесная промышленность. Туризм.

## Транспорт
Автодорога в г. Тайга.